# Confession – en doft av sanning
Confession – en doft av sanning är en svensk kortfilm från 2001 i regi av Jonas Myrstrand.
Filmen premiärvisades på biografen Zita i Stockholm 29 juni 2001 och nominerades till ”Best Swedish Short” på Göteborg Filmfestival 2001. Därefter har den visats av Sveriges Television den 10 juli 2002 och på 62 internationella festivaler.

## Handling
När några män står och samtalar på ett torg kommer ytterligare en man och blandar sig i. Han berättar att han under en hotellvistelse i Gävle varit på dans och träffat en kvinna, som han senare tillbringade natten med. Han tyckte att kvinnan luktade väldigt gott. När han kommer hem till sin fru inser han att deras äktenskap har gått i stå. När han senare är ute och handlar på stan råkar han på ett parfymeri som säljer den parfym som kvinnan i Gävle haft. Han köper den och då vaknar lustarna för hustrun till liv igen.
Mannen på torget har nu berättat färdigt sin historia och det visar sig att han endast hade för avsikt att sälja parfymen. Han går vidare till nästa gäng med män som står på torget.

## Rollista
- Sven-Åke Gustavsson - Johannes
- Anna Bjelkerud - Gunilla, Johannes fru
- Victoria Brattström - Eva
- Anna Lyons - Anna
- Jonas Bretan - Peter
- Ingvar Örner - man på torget
- Jan-Erik Emretsson - man på torget
- Jan Ericson - man på torget
- Lisbeth Johansson - expediten i parfymaffären
- Jacob Mohlin - bargäst
- Kim Lantz	- barntendern
- Nappe, hund - hunden Viktor

### Fotnoter
1. 1 2 3 4 5  ”Confession – en doft av sanning”. Svensk Filmdatabas. http://sfi.se/sv/svensk-filmdatabas/Item/?itemid=45413&type=MOVIE&iv=Basic. Läst 5 augusti 2012.